# BanG Dream!
《BanG Dream!》(뱅드림!, バンドリ！ 반도리![*])는 《월간 부시로드》에 연재된 동명의 만화 작품 및 일러스트 연재를 기초로 한 미디어 믹스 프로젝트이다. 그 프로젝트의 일환으로 ‘Poppin' Party’(포핀 파티)나 ‘Roselia’(로젤리아), ‘RAISE A SUILEN’(레이즈 어 스이렌), ‘Morfonica’(모르포니카)가 성우 유닛으로 활동하고 있다.

## 뱅드림 첫 시작

### 기획
2015년 1월부터 당시의 부시로드 사장키다니 타카아키에 의해서 기획된 미디어 믹스 프로젝트이다. 2013년, 부시로드가 서비스하는 스마트폰용 리듬 게임 《러브라이브! 스쿨 아이돌 페스티벌》의 성공에 따라서 음악을 중심으로 하는 컨텐츠의 가능성을 알게 된 키다니 타카아키는 스마트폰이 게임이나 음악 컨텐츠와 잘 맞는다는 것에서 음악을 중심으로 한 컨텐츠를 할 수는 없을까하고 생각하고 있었다. 그 때, 부시로드와 어느 사원으로부터 2014년 2월에 개최된《THE IDOLM@STER M@STERS OF IDOL WORLD!! 2014》에서 아이미의 라이브 기타 연주를 듣고 그녀에게 걸스 밴드를 하고 싶다는 보고를 받았다. 그 보고를 들은 키다니 타카아기는 아이미의 연주에 가능성을 느끼고 걸스 밴드로 캐릭터 컨텐츠를 만드는 새로운 프로젝트를 시작했다.
기획이 시작된 단계에서 2015년 4월에 라이브가 결정되어 있었다. 기획은 악기가 연주할 수 있는 성우 찾기에서 시작됐으며 성우의 선출 · 스카우트를 키다니 타카아키가 행했다.
‘BanG Dream!’에는 ‘꿈을 꿰뚫어라!’라는 의미가 있지만, 그 외에도 다른 의미가 포함되어 있으며 그 의미는 소설판 《BanG Dream! バンドリ / BanG Dream! 뱅드림》에서 알 수 있다. 처음에는 ‘BanG_Dream!’으로 밑줄이 포함된 표기였지만 그 후에는 반각 공백으로 변경되어 있다.

### 스터핑
프로젝트 총괄은 기획 발표자인 키다니 타카아키가 맡았으며, 기획 · 원작을 부시로드, 음악 · 이벤트 제작 및 매니지먼트를 부시로드 뮤직이 프로듀스하고 있다.
노래 제작은 음악가인 아게마츠 노리야스를 중심으로 Elements Garden가 프로듀스하고 있으며 오리지널 노래 제작이나 애니메이션판의 배경 음악 제작 외에 스마트폰 게임 《뱅드림! 걸즈 밴드 파티!》(이하 ‘걸파’)에서 사용하고 있는 각종 커버곡의 편곡도 담당하고 있다. 작사는 ‘Poppin'Party’의 노래를 스토리 원안인 나카무라 코우, 그 외의 노래를 Elements Garden 소속의 오다 아스카가 담당하며 〈1000번 눈물 지은 하루〉(1000回潤んだ空)만 아게마츠 노리야스가 작사를 담당하고 있다. 캐스트진으로의 연주 지도는 아게마츠 노리야스나 프로 강사진이 행하고 있으며 각 캐스트에게 한 사람 전속 강사가 붙어서 지도하고 있다. 《걸파》 게임 속 BGM, SE는 작곡가인 미츠야 젠코가 담당하고 있다.
원작 · 스토리 원안에는 미디머 믹스 경험이 있는 것 외에 약 10년간 밴드를 결성해 작사 경험도 있는 소설가인 나카무라 코우가 기용됐으며 세계관이나 캐릭터 설정, 각 미디어 믹스 작품의 스토리 원안, 소설 《BanG Dream! バンドリBanG Dream! 뱅드림》의 집필이나 코미컬라미즈 작품 《RAiSe!》의 원작 담당, 프로젝트의 주축인 ‘Poppin'Party’ 노래의 작사를 담당하고 있다. 또, 다른 세계관을 무대로 하는 《ARGONAVIS from BanG Dream!》의 스토리 원안 · 작사도 맡고 있다. TV 애니메이션 시리즈 구성 · 각본은 아야나 유니코가 맡으며 《걸파》 시나리오 제작 · 관련 작품 감수는 크래프트 에그 시나리오 팀이 담당하고 있다.
캐릭터 원안은 ‘Poppin'Party’의 초기 디자인을 일러스트레이터인 히토와가 담당했다. 뮤직 비디오 〈Yes! BanG_Dream!〉부터 TV 애니메이션 1기까지의 디자인은 히토와의 캐릭터 원안을 토대로 애니메이터인 닛타 마츠코가 맡고 있다. 《걸파》에서는 본작에서 등장하는 네 그룹의 밴드를 포함하는 게임 속 캐릭터 원안 · 캐릭터 디자인 · 일러스트 제작을 크래프트 에그 일러스트 팀이 담당하고 있다. TV 애니메이션 제2기 이후의 애니메이션 캐릭터 디자인 및 ‘RAISE A SUILEN’의 캐릭터 디자인은 우에타 카즈유키가 담당했다.
애니메이션 기획은 2015년에 청설한 부시로드와 OLM에 의한 애니메이션 기획 · 제작 브랜드 ‘ISSEN’가 프로젝트 1탄으로 Poppin'Party의 데뷔 싱글 〈Yes! BanG_Dream!〉의 원작 · 설정 제작, 프로듀스를 담당했다. 이후에는 TV 애니메이션 1기까지의 기획 · 원작 · 프로듀스를 ISSEN가 담당했다. 〈Yes! BanG_Dream!〉부터 〈티어 드롭스〉(ティアドロップス)까지의 뮤직 비디오나 TV 애니메이션 1기의 애니메이션 제작은 ISSEN와 XEBEC에 의해서 공동으로 제작됐으며 라이브 장면을 중심으로 CG 애니메이션 제작을 SMDE가 담당했다. TV 애니메이션 2, 3기부터는 원작이 부시로드 단독으로 변경됐으며 애니메이션 제작을 3DCG 애니메이션 스튜디오인 산지겐으로 변경됐다. 스태프도 대부분이 새로 변경됐다. 산지겐은 《Neo-Aspect》부터 《걸파》 게임 내에서 서비스되는 뮤직 비디오의 제작이나 단편 애니메이션 《BanG Dream! ガルパ☆ピコ뱅드림! 걸파☆피코》의 공동 제작을 담당하고 있다.
게임 어플 기획은 사이버 에이전트 산하의 크래프트 에그가 개발 · 운영을 담당한다. 작품 전체 컨셉트는 크래프트 에그가 제작하고 있으며 일러스트 제작, 시나리오 제작 등도 맡고 있는 것 외에 관련 작품 감수나 TV 애니메이션 2기 이후의 애니메이션 작품의 캐릭터 원안, 제작 협력도 맡고 있다.

### 캐스트
밴드 형식의 성우 유닛으로 ‘Poppin'Party’와 ‘Roselia’가 밴드 형식이 아닌 운영의 성우 유닛으로 ‘Pastel＊Palettes’, ‘헬로, 해피 월드!’(ハロー、ハッピーワールド！), ‘Afterglow’가 각각 활동하고 있다. 특히 ‘Poppin'Party’와 ‘Roselia’는 ‘キャラクターとリアルライブがリンクする! 次世代のガールズバンド・プロジェクト→캐릭터로 리얼 라이브가 연결된다! 차세대 걸즈 밴드 프로젝트’로 선전하며 각 캐릭터를 담당하는 성우가 실제로 밴드를 구성하여서 라이브에서는 작중의 캐릭터에 연관있는 악기를 연주하고 있다. ‘Pastel＊Palettes’, ‘헬로, 해피 월드!’, ‘Afterglow’의 담당 성우는 악기 연주를 하고 있으며 보컬 이외의 멤버는 백 코러스만 참가한다. 이 세 그룹의 밴드의 백 밴드는 여성 밴드 ‘RAISE A SUILEN’가 담당하고 있으며 커버곡이나 오리지널 곡의 연주도 하는 것 외에 TV 애니메이션 《BanG Dream! 2nd Season》부터는 캐릭터로 작품 전개도 되고 있다.
2018년 7월부터는 남성 밴드의 새로운 프로젝트 ‘ARGONAVIS from BanG Dream!’을 시작하며 보이 밴드 ‘Argonavis’가 활동을 시작했다.

### 미디어 전개
프로모션으로는 어플 게임 《뱅드림! 걸즈 밴드 파티!》를 프로젝트의 중심으로 리얼 라이브, 애니메이션, 만화 등을 전개하고 있다. 또, 2018년 5월부터 세계관을 별도로 둔 남성 밴드 프로젝트. ‘ARGONAVIS from BanG Dream!’도 관련 프로젝트로 전개하고 있다.
《월간 부시로드》에서는 2015년 2월호부터 2016년 1月9월호까지 연재되고 있던 《BanG_Dream! [星の鼓動] / 뱅드림! [별의 고동]》 및 동명의 잡지의 일러스트 연재를 주축으로 전개하고 있었다. 현재는 애니메이션판 코미컬라이즈 작품을 연재중이다.
《전격 G's 매거진》에서는 2015년 6월호부터 《일러스트 스토리 연재》(일러스트 : 히토와</ref>)를 게재하고 있었다(그 외, 각 지면에서의 게재에 관한 자세한 내용은 아래의 서적, 만화 · 일러스트 게재 (게임)을 참조).
그 외 미디어 믹스 전개로는 오피셜 밴드 스코어 외에 컬래버레이션 모델로 ESP에서 악기가 ONKYO에서는 헤드셋이 발매되고 있다(그 외, 미디어 믹스 전개에 관한 자세한 내용은 아래의 관련 이벤트 · 컬래버레이션을 참조).

### 평가
2017년 12월 4일에 발표된 “구글 플레이 2017년 베스트 게임”에서는 안드로이드용 게임 어플로 유저 투표 부문과 어트랙티브 부문에서 《뱅드림! 걸즈 밴드 파티!》가 대상을 수상했다。
트위터 일본어판 공식 계정에서 매년 12월 5일에 발표되는 ‘일본 국내에서도 가장 많이 사용된 계정’의 2017년 엔터테인먼트편 제1위, 2017년 게임편 제1위에 ‘뱅드림! 걸즈 밴드 파티! 트위터 공식 계정’이 선택됐으며 ‘일본 국내에서 가장 많이 사용된 해시태그’의 2017년 엔터테인먼트편 제1위, 2018년 게임편 제1위에 ‘#バンドリ→#뱅드림’, 2018년 게임편 제1위에 ‘#ガルパ→#걸파’가 선택됐다。
2018년 4월, NexTone Award 2018에서 특별상을 ‘BanG Dream! Project’가 수상했다.
2018년 12월 12일, 음악 관련 상품의 누계 출하량이 900만장을 돌파했다.

## 역사
미디어 믹스 전개에 대해서 기재한다. 밴드 형식의 성우 유닛 ‘Poppin'Party’와 ‘Roselia’의 내역은 아래의 Poppin'Party (성우 유닛)과 Roselia (성우 유닛) 항목을 참조. 여성 밴드 유닛 ‘RAISE A SUILEN’의 내역은 아래의 RAISE A SUILEN를 참조. 스마트폰용 게임 어플 《뱅드림! 걸즈 밴드 파티》의 미디어 믹스 전개에 대해서는 아래의 게임 항목을 참조.
2015년
- 1월 8일, 《월간 부시로드》 2015년 2월호부터 만화 《BanG_Dream!［星の鼓動］ / 뱅드림! [별의 고동]》의 연재 시작[14]. 또한, 선행하는 형태로 2015년 1월호(2014년 12월 8일 발매)에 일러스트가 공개됐다.
- 2월 24일, 공식 트위터가 개설된다.
- 2월 28일, 아이미의 단독 라이브로 《뱅드림!》의 미디어 믹스 작품의 전개가 첫 공개된다.
- 4월 30일, 《전격 G's 매거진》 2015년 6월호부터 《일러스트 스토리》의 연재 시작[24][주 7].
- 9월 18일, 라디오 《BanG_Dream! RADIO!!!!!》 방송을 시작[25].

2016년
- 4월 8일, 《월간 부시로드》 2016년 5월호부터 만화 《뱅드림!》 연재를 시작[26].
- 4월 11일, 유튜브 공식 채널 《バンドリちゃんねる☆→뱅드림 채널☆》 개설. PV나 CM 등의 홍보 영상 외에 관련 방송의 선행 공개나 라이브 영상 등을 서비스[3].
- 4월 30일, 《전격 G's 코믹》 2016년 6월호부터 네 컷 만화 《BanG Dream! よんこま ばんどりっ！ / 뱅드림! 네 컷 만화 뱅드릿!》 연재 시작[27].
- 7월 9일 ~ 10일, 싱가포르에서 개최된 C3 CHARA EXPO 2016에 출전. 첫 해외 진출이다[28].
- 8월 25일, B6 소설 단행본 《BanG Dream! バンドリ / BanG Dream! 뱅드림》을 발매[29].
- 10월 3일, 라디오의 방송명을 《バンドリ！ポッピンラジオ！ / 뱅드림! 팝핀 라디오》로 변경했다[30].

2017년
- 1월 21일, TV 애니메이션 1기 방영 시작. 리토 뮤직에서 오피셜 밴드 스코어를 발매[31][32].
- 1월 26일, 대한민국에서 TV 애니메이션 1기 방송 시작.
- 2월 2일, 방송 프로그램 《월간 부시로드 TV with BanG Dream!》 방영 시작.
- 2월 10일, 오버랩에서 웹툰 《BanG Dream! ガールズバンドパーティ！ Roselia Stage / 뱅드림! 걸즈 밴드 파티! Roselia Stage》 연재 시작[33][34].
- 3월 16일, 스마트폰의 iOS · 안드로이드용 게임 어플 《뱅드림! 걸즈 밴드 파티!》 서비스 시작.
- 6월 15일, 《コロコロアニキ / 코로코로 아니키》 2017년 여름호부터 네 컷 만화 《バンバンドリドリ / 뱅뱅드림드림》 연재 시작[35].
- 7월 1일 ~ 9월 11일, 차세대 걸즈 밴드 ‘발굴’ 프로젝트 “뱅드림! 걸즈 밴드 콘테스트!”》을 개최[36][37]. 응모 총수 110묶음 중에서 밴드 부문에 출장한 ‘magnet’이 그랑프리를 획득하며 2018년 1월 13일 개최 이벤트 ‘걸파 라이브&걸파티! in 도쿄’에서 오프닝 액트로 출연[38].
- 10월 6일, 라디오 《バンドリ！ ガルパラジオ with Afterglow / 뱅드림! 걸파 라디오 with Afterglow》가 방송을 시작[39].

2018년
- 1월, 대한민국판 공식 트위터 개설.
- 2월 6일, 대한민국에서 게임 《뱅드림! 걸즈 밴드 파티!》의 한국어판 서비스를 시작.
- 4월 5일, TV 방송 《バンドリ!TV / 뱅드림! TV》 방송 시작[40]。
- 5월 9일, Amazon Music Unlimited에서 〈Side by Side Poppn'Party〉 및 〈Side by Side Roselia〉를 서비스 시작.
- 5월 17일, TV 방송 《バンドリTV! / 뱅드림 TV!》 내에서 단편 애니메이션 《ぱすてるらいふ / 파스텔 라이프》가 방송 시작[41].
- 7월 5일, TV 방송 《バンドリTV! / 뱅드림 TV!》 내에서 단편 애니메이션 《BanG Dream! ガルパ☆ピコBanG Dream! 걸파☆피코》 방송 시작[42]。
- 9월 2일, TV 방송 《月刊ブシロードTV with トリモン & BanG Dream! / 월간 부시로드 TV with 트리몬&BanG Dream!》 방송 시작.
- 9월 2일 ~ 11월 25일, 전국의 CD · 레코드 샵, 악기점, 애니메이션 숍에서 ‘バンドリーマー感謝キャラバン→뱅드리머 감사 캠페인’을 개최. TV 애니메이션 제2기 여는 곡의 짧은 길이의 곡이 수록된 CD를 배포[43].
- 12월 12일, 관련 음악 상품의 출하 누계가 100만장을 돌파[23].

2019년
- 1월 2일, 특별 방송 《24時間バンドリ！TV / 24시간 뱅드림! TV》 방송.
- 1월 3일, TV 애니메이션 2기 방송 시작[42].
- 1월 6일, 대한민국에서 TV 애니메이션 2기 방송 시작.
- 2월 8일, 첫 단독 라디오 이벤트 ‘バンドリ！ラジオ祭り！→뱅드림! 라디오 축제!’ 개최 예정[44].
- 9월, 극장 애니메이션인 뱅드림! 필름 라이브 개봉. (일본은 13일, 대한민국은 26일)

2020년
- 1월 13일,  대한민국에서 TV애니메이션 3기 방송 시작.
- 1월 23일, TV 애니메이션 3기 방송.

## 팀이름 및 구성원

### Poppin' Party
- 토야마 카스미 (Gt.&Vo.)

성우: 아이미
- 이치가야 아리사 (Key.)

성우: 이토 아야사
- 하나조노 타에 (Gt.)

성우: 오오츠카 사에
- 우시고메 리미 (Ba.)

성우: 니시모토 리미
- 야마부키 사아야 (Dr.)

성우: 오오하시 아야카

### Afterglow
- 미타케 란 (Gt.&Vo.)

성우: 사쿠라 아야네
- 하자와 츠구미 (Key.)

성우: 카네모토 히사코
- 아오바 모카 (Gt.)

성우: 미사와 사치카
- 우에하라 히마리 (Ba.)

성우: 카토 에미리
- 우다가와 토모에 (Dr.)

성우: 히카사 요코

### Pastel*Palettes
- 마루야마 아야 (Vo.)

성우: 마에시마 아미
- 와카미야 이브 (Key.)

성우: 하타 사와코
- 히카와 히나 (Gt.)

성우: 오자와 아리
- 시라사기 치사토 (Ba.)

성우: 우에사카 스미레
- 야마토 마야 (Dr.)

성우: 나카가미 이쿠미

### Roselia
- 미나토 유키나

성우: 아이바 아이나
- 시로카네 린코 (Key.)

성우: 시자키 카논 (前 아케사카 사토미, 돌발성 난청으로 탈퇴.)
- 히카와 사요 (Gt.)

성우: 쿠도 하루카
- 이마이 리사 (Ba.)

성우: 나카시마 유키 (前 엔도 유리카, 건강 문제를 이유로 BanG Dream! 2nd 라이브의 로젤리아 순서에서 리사를 상징하는 곡인 <양지 로도나이트>를 마지막으로 탈퇴.)
- 우다가와 아코 (Dr.)

성우: 사쿠라가와 메구

### 헬로, 해피 월드!
- 츠루마키 코코로 (Vo.)

성우: 이토 미쿠
- 오쿠사와 미사키 / 미셸  (DJ)

성우: 쿠로사와 토모요
- 세타 카오루 (Gt.)

성우: 타도코로 아즈사
- 키타자와 하구미 (Ba.)

성우: 요시다 유리
- 미츠바라 카논 (Dr.)

성우: 토요타 모에

### RAISE A SUILEN
- 레이야 (와카나 레이) (Ba.&Vo.)

성우: Raychell
- 록 (아사히 롯카) (Gt.)

성우: 코하라 리코
- 마스킹 (사토 마스키) (Dr.)

성우: 나츠메
- 파레오 (뉴바라 레오나) (Key.)

성우: 쿠라치 레오
- 츄츄 (타마데 치유) (DJ)

성우: 츠무기 리사

### Morfonica
- 쿠라타 마시로(Vo.)

성우: 신도 아마네
- 히로나치 나나미 (Ba.)

성우: 니시오 유카
- 키리가야 토우코 (Gt.)

성우: 스쿠타 히나
- 후타바 츠쿠시 (Dr.)

성우: mika
- 야시오 루이 (Vn.)

성우: Ayasa

### MyGo!!!!!
- 타카마츠 토모리(Vo.)

성우: 요우미야 히나
- 나가사키 소요 (Ba.)

성우: 코히나타 미카
- 치하야 아논 (Gt.)

성우: 타테이시 린
- 타키 시에나 (Dr.)

성우: 하야시 코코
- 카나메 라냐 (Gt.)

성우: 아오키 히나

### 그 외
- 토야마 아스카

성우: 오자키 유카
- 츠키시마 마리나

성우: 스자키 아야

## 스토리
만화 《BanG_Dream! 星の鼓動 / 뱅드림! 별의 고동》 및 소설 《BanG Dream! バンドリ / BanG Dream! 뱅드림》과 TV 애니메이션 1기 이후의 미디어 믹스 작품에서는 스토리나 캐릭터 설정, 세계관 설정이 다르다.
만화 《BanG_Dream! 星の鼓動 / 뱅드림! 별의 고동》 및 소설 《BanG Dream! バンドリ / BanG Dream! 뱅드림》
적극적이지 않은 성격의 고등학교 1학년 토야마 카스미는 과거에 매우 좋아했던 음악을 주변에서 업신여긴 이래로 노래를 부를 수 없게 돼서 자신의 감정을 밖을 잘 표출할 수 없게 되어버린다. 고등학교에 입학하고나서도 친구가 생기지 않고 외톨이가 되며 정시제로 다니는 수수께끼의 인물 ‘사아야’와의 책상 위에서의 교환 일기만이 자신의 마음을 털어놓을 수 있는 시간이었다. 그런 우울한 날들을 보내고 있던 어느 날 거리 속에서 별 스티커를 발견하며 그 스티커를 더듬으며 간 전당포에서 별 모양의 기타 ‘랜덤 스타’를 발견한다. 카스미는 지금까지의 자신을 바꾸고 ‘꿈을 꿰뚫기’ 위해서 전당포에서 만난 소녀 이치가야 아리사에게서 기타를 주는 대신에 제안받은 아리사의 인생을 건 게임 ‘뱅드림!’에 끌어들인다. 아리사에게서 받은 과제를 클리어해가던 중에 베이스를 치는 불가사의한 소녀 우시고메 리미와 만나며 사아야에게서 충고를 받으면서 3인 밴드를 결성한다. 3명은 아리사의 생을 마감한 아빠가 남긴 노트에 적힌 ‘Yes! BanG_Dream!’의 타이틀을 토대로 노래 제작을 결정하며 카스미가 사아야의 협력으로 작사를 한다. 또, 학교 옥상에서 기타를 치고 있던 소녀 하나조노 타에가 연주하고 있던 악곡을 기초로 작곡을 했으며 타에를 멤버로 추가하며 악곡을 완성시킨다. 4명은 여름 축제 무대에서 라이브를 해서 성공을 하지만 라이브 후에 책상 위의 낙서를 통해서 사아야의 정체가 야마부키 사아야인 것이나 4명의 라이브롤 보고 있던 것, 드럼 경험이 있는 것을 알게 된다. 4명은 사아야와 직접 만나서 밴드에 들어오라고 권유를 하지만 거절 당하며 그 쇼크에서 카스미는 다시 자신을 잃게 된다. 과연 카스미는 사아야를 밴드에 데리고 올 수 일을 지? 그리고, ‘ 뱅드림!’의 글자에 숨겨진 수수께끼는?.
각 장의 타이틀 및 스토리 전개에는 Poppin'Party의 데뷔곡 〈Yes! BanG_Dream!〉이나 〈START BEAT! ~별의 고동~〉(STAR BEAT!〜ホシノコドウ〜), 〈이제 막 달리기 시작한 너에게〉(走り始めたばかりのキミに)라는 제목, 가사가 관계되어 온다. 또, 본 프로젝트의 제목 ‘뱅드림!’의 의미도 본작에서 밝혀진다.
TV 애니메이션 1기, 스마트폰용 게임 어플 《뱅드림! 걸즈 밴드 파티!》 Poppin'Party 밴드 스토리 0장
고등학교 1학년 소녀 토야마 카스미는 어릴 때에 여동생인 아스카와 숲에서 미아가 된다. 그 때 두 사람이 올려다 본 밤하늘에는 하늘 가득한 별이 있었다. 카스미는 이 때에 ‘별의 고동’을 듣고 그 음악처럼 ‘반짝반짝 두근두근’거리는 뭔가를 찾고 있었다. 하나사키가와 여자고등학교에 입학한 카스미는 그 곳에서 만난 소녀 야마부키 사아야와 친구가 된다. 그 후, 카스미는 모든 부활동에 체험 입부를 했지만 거기에서 반짝반짝 두근두근거리는 것을 만나지는 못했다. 그러던 어느날, 학교에서 돌아가던 카스미는 전봇내나 지면에 붙은 별 스티커를 발견한다. 스티커를 더듬어 간 전당포 ‘유성당’의 창고에 들어있던 카스미는 그곳에서 빨간 ‘랜덤 스타’와 전당포의 딸 이치가야 아리사와 만난다. 기타를 치고 싶은 카스미는 아리사를 조사하며 라이브 하우스 ‘SPACE’에 도달한다. 그 곳에서 걸즈 밴드 ‘Glitter*Green’의 라이브를 본 카스미는 이것이 자신에게 있어서 ‘반짝반짝 두근두근’거리는 것이라고 확신을 하며 밴드 결성이 정해진다. 아리사를 키보드로 밴드로 유혹하며 그녀에게서 랜덤 스타를 양도받은 카스미는 Glitter*Green의 보컬 우시고메 유리의 여동생으로 베이스와 작곡을 할 수 있는 소녀 우시고메 리미, 카스미와 같은 반이며 ‘SPACE’에서 아르바이트를 하는 기타 소녀 하나조노 타에를 권유한다. 아리사의 집 창고에서 한 라이브를 성공시킨다. 4명은 밴드 이름을 ‘Poppin'Party’로 하며 문화제의 라이브를 향한 작곡과 드럼 멤버를 끌어들이는 것을 시작한다. 카스미의 친구인 사아야도 그녀들을 지원하고 있었지만 그 표정은 어딘가 복잡한 듯했다. 그러던 때에 카스미 일행은 아리사의 반 친구로 아르바이트를 하고 있는 우미노 나츠키에게서 사아야가 예전에 나츠키의 밴드의 드러머였던 것이나 밴드를 그만 둔 것을 듣게 된다. 그것을 알게 된 카스미는 사아야를 밴드에 끌어들이려 하지만 거절당한다. 그 때에 서로 감정을 맞부딪는 것으로 사아야의 본심을 알게 된 카스미는 문화제 당일 사아야의 집 앞에서 신곡 〈STAR BEAT! ~별의 고동~〉(STAR BEAT!〜ホシノコドウ〜)의 가사가 쓰여진 편지를 받는다. 그러던 때, 사아야의 친모가 컨디션이 무너져버리는데... 과연 사아야는 라이브에 모습을 보일 것인가? 그리고, 카스미 일행은 ‘SPACE’에서 라이브를 하는 목표를 달성할 수 있을 것인가?.
본작은 소설 《BanG Dream! バンドリ / BanG Dream! 뱅드림》을 원안으로 해서 애니메이션 스태프에 의해서 새롭게 설정이 재구성되어 있다. TV 애니메미션 1기 이후에 전개된 미디어 믹스 작품의 세계관 설정은 본작이 기초가 되고 있다. 또, 어플 게임 《뱅드림! 걸즈 밴드 파티!》에서 서비스로 선행하는 형태로 일부 캐릭터들이 등장하고 있리만 캐릭터 설정은 게임판과 다르다. 그 후, 게임 내에서 서비스된 밴드 스토리 0장에서는 캐릭터 설정이나 일부 시나리오가 게임판에 준하는 형태로 변경됐다.
어플 게임 《뱅드림! 걸즈 밴드 파티》 메인 스토리
오픈한 지 얼마 안 된 라이브 하우스 ‘CiRCLE’(서클)에서 맡는 신인 스태프는 바닥의 오너가 기획한 걸즈 밴드에 의한 라이브 이벤트 참가자를 모으기 뮈해서 상사인 츠키시마 마리나의 지시로 밴드 스카우트를 시작하려고 했다. 그러던 때메 우연히다 라이브 하우스에 들른 걸즈 밴드 ‘Poppin'Party’를 스카우트해서 그녀들의 협력으로 마리나가 점찍어둔 걸즈 밴드 ‘Roselia’, ‘Afterglow’, ‘Pastel*Palettes’, ‘헬로, 해피 월드!’를 스카우트한다. 하지만, 개성이 강한 멤버만 있는 것이나 음악성이 다른 점 등에서 서로 충돌해버리는데…. 과연 회합 라이브는 성공할 수 있을지!?
본작에서는 메인 스토리를 중심으로 각 밴드가 메인의 밴드 스토리나 순차적인 서비스를 하는 이벤트 스토리가 있다. 기본적으로는 공개순으로 이야기를 진행하며 이야기에 따라서 과거의 스토리와 이어지거나 다음의 스토리의 복선이 보이기도 한다. TV 애니메이션 1기가 끝난 후부터의 각 미디어 믹스의 전개는 본작이 중심이 되고 있다.
TV 애니메이션 2기
계절은 돌고돌아 고등학생이 되고 두 번짱 봄이 찾아온다. 카스미는 진급했으며 고등학교 2학년이 됐다. 카스미의 여동생 토야마 아스카는 인문계인 하네오카 여학교 고등부에 진학한다. 그곳에서 동급생이된 소녀 아시히 롯카와 친구가 된다. ‘Poppin'Party’의 멤버도 학년이 오르며 환경이 크게 변화했다. 그리고, 학생회나 아르바이트 등에 쫓기는 카스미 일행은 만날 시간이 거의 없어져갔다. 그러던 때에 그녀들의 앞에 상점 거리에 리뉴얼 오픈한 라이브 하우스 ‘Galaxy’(갤럭시)에서 아르바이트를 하고 있던 롯카가 나타난다.
롯카에게 부탁받은 ‘Poppin'Party’, ‘Roselia’, ‘Afterglow’, ‘헬로, 해피 월드!’는 Galaxy의 리뉴얼 오픈 기념 라이브에 참가한다. 라이브는 무사히 성공으로 끝난다. 라이브가 끝나 후에 ‘Roselia’가 주최 라이브를 개최하는 것을 발표한 것을 계기로 카스미도 ‘Poppin'Party’로 주최 라이브를 개최하는 것을 선언한다.
2기에서는 TV 애니메이션 1기 및 《뱅드림! 걸즈 밴드 파티!》 메인 스토리 시점보다 1년이 경과하고 등장인물들이 전원 진급한 형태로 등장한다. 또, 스토리는 1기만이 아닌 《뱅드림! 걸즈 밴드 파티!》를 전제로 한 스토리가 전개된다.

## TV 애니메이션

### 제작진
- 원작: ISSEN
- 캐릭터 원안: 히토와(ひと和)
- 스토리 원안: 나카무라 와타루(中村航)
- 제작 총지휘: 키다니 타카아키(木谷高明)
- 감독: 오오츠키 아츠시(大槻敦史)
- 시리즈 구성: 아야나 유니코(綾奈ゆにこ)
- 캐릭터 디자인: 닛타 마츠코(仁多マツコ)
- 색채 설계: 코지마 마키코(小島真喜子)
- 미술 감독: Scott MacDonald
- 촬영 감독: 우오야마 마사시(魚山真志)
- 편집: 니이미 모토키(新見元希)
- 음향 감독: 카메야마 토시키(亀山俊樹)
- 음악 프로듀서: 우에마츠 노리야스(上松範康), 후지타 준페이(藤田淳平)
- 음악: Elements Garden
- 애니메이션 제작: ISSEN×XEBEC
- 제작: 부시로드(ブシロード), 오버랩(オーバーラップ), 부시로드 뮤직(ブシロードミュージック), OLM(オー・エル・エム), 도쿄 MX, 굿 스마일 컴퍼니(グッドスマイルカンパニー), 호리프로(ホリプロ)

### 주제곡
1기
오프닝 테마 「두근두근 Experience!(ときめきエクスペリエンス！)」
작사 - 나카무라 와타루(中村航) / 작곡 - 우에마츠 노리야스(上松範康) / 편곡 - 후지마 히토시(藤間仁) / 노래 - Poppin'Party
엔딩 테마 「반짝임이나 꿈이나 〜Sing Girls〜(キラキラだとか夢だとか 〜Sing Girls〜)」
작사 - 나카무라 와타루(中村航) / 작곡・편곡 - 후지나가 류타로우(藤永龍太郎) / 노래 - Poppin'Party
2기
오프닝 테마
「인연의 뮤직(キズナミュージック♪)」
작사 - 나카무라 와타루(中村航) / 작곡・편곡 - 후지나가 류타로우(藤永龍太郎) / 노래 - Poppin'Party
「BRAVE JEWEL」
작사 - 오다 아스카(織田あすか) / 작곡 - 우에마츠 노리야스(上松範康) / 편곡 - 후지나가 류타로우(藤永龍太郎) / 노래 - Roselia
엔딩 테마
「Safe and Sound」
작사 - 오다 아스카(織田あすか) / 작곡 - / 편곡 - 후지나가 류타로우(藤永龍太郎) / 노래 - Roselia
「Jumpin'」
작사 - 나카무라 와타루(中村航) / 작곡 - 우에마츠 노리야스(上松範康) / 편곡- / 노래 - Poppin'Party
3기
오프닝 테마 「이니셜(イニシャル)」
작사 - 나카무라 와타루(中村航) / 작곡 - 우에마츠 노리야스(上松範康) / 편곡 - 후지나가 류타로우(藤永龍太郎) / 노래 - Poppin'Party
엔딩 테마 「꿈을 꿰뚫는 시간에!(夢を撃ち抜く瞬間に！)」
작사 - 나카무라 와타루(中村航) / 작곡 - 우에마츠 노리야스(上松範康) / 편곡 -  타게다 유스케(竹田祐介) / 노래 - Poppin'Party

## 서적

### 만화
BanG_Dream!［星の鼓動］ / BanG_Dream [별의 고동](밴드 스타비트)
《월간 부시로드》 2015년 2월호부터 2016년 1월호까지 연재되고 있었다. 스토리 원안은 나카무라 코, 캐릭터 원안은 히토와, 작화 담당은 이시다 아야. 프로젝트 제1탄이 되는 작품이며, 세계관이나 캐릭터 설정도 초기의 것으로 되고 있다.
BanG_Dream! [星の鼓動]コミックス&画集 夢の蔵出しセット→BanG_Dream! [별의 고동] 코믹스&화집 꿈의 출고 세트로 코믹스 상하권과 화집 ‘BanG_Dream! Illust Art Works’(작화 : 히토와)의 세트이며 2018년 1월 13일에 ‘걸파티! in 도쿄’의 이벤트 장소 및 부시로드 EC에서 한정발매됐다. 전체 2권+화집 1권.

BanG Dream! (뱅드림!)
《월간 부시로드》 2016년 5월호부터 연재중이다. 스토리 원안은 나카무라 코, 원작은 ISSEN, 작화 담당은 카시와바라 마미]]이다. 기간 3권. TV 애니메이션 1기의 시나리오를 기초로 전개하고 있다.
《전격 G's 코믹》(2016년 9월호 ~ ) 및  LINE 만화(매주 토요일 갱신, 2017년 4월 1일 ~ )에 월간 부시로드 연재분이 순차적으로 게재되고 있다.
1. 2016년 12월 17일 발매, ISBN 978-4-04-899425-5
2. 2017년 9월 8일 발매, ISBN 978-4-04-899430-9
3. 2018넌 5월 8일 발매, ISBN 978-4-04-899437-8

BanG Dream! よんこま ばんどりっ！ / BanG Dream! 네 컷 만화 뱅드릿!
《전격 G's 코믹》 2016년 6월호부터 2017년 11월호까지 연재됐다. 스토리 원안은 나카무라 코, 원작은 ISSEN, 작화 담당은 공식 SD 일러스트도 담당하는 시로이 하쿠타이다. 총 2권.
세계관은 TV 애니메이션 1기를 토대로 하고 있다.
1. 2016년 12월 17일 발매, ISBN 978-4-04-892608-9
2. 2017년 11월 27일 발매, ISBN 978-4-04-893381-0

バンバンドリドリ / 뱅뱅드리드리
《コロコロアニキ / 코로코로 아니키》 2017년 여름호부터 연재중인 네 컷 만화이다. 캐릭터 원안은 히토와, 작화는 냐로메론. TV 애니메이션 1기 설정을 기초로 한 쉬르 개그 코미디이다.
ばんどりっ！ Happy Party♪ / 뱅드릿! Happy Party♪
‘Twitter BanG Dream! 공식 계정’에서 2019년 1월 11일부터 매주 금요일 오후 6시에 연재중인 네 컷 만화이다. 작화는 모콘 잇초쿠센이다. TV 애니메이션 《BanG Dream! 2nd Season》 공식 코믹이며, 캐릭터들의 일상이 코미디 풍미로 그려진다.
RAiSe! The story of my music (레이즈! 더 스토리 오브 마이 뮤직)
《월간 부시로드》 2019년 2월호부터 연재중인 코미컬라이즈 작품이다. 원작을 나카무라 코, 작화를 시하라 류가 맡는다. 정식 타이틀은 《RAiSe! The story of my music BanG Dream! episode of RAISE A SUILEN》이다.
TV 애니메이션 2기부터 등장하는 밴드 ‘RAISE A SUILEN’의 결성까지의 이야기를 그리며, 애니메이션과도 연결된다.

### 소설
B6小説単行本『BanG Dream! バンドリ』B6 소설 단행본 《BanG Dream! 뱅드림》
2016년 8월 25일에 아스키 미디어 워크스(KADOKAWA)에서 발매됐다. 저자는 나카무라 코, 일러스트는 히토와가 담당했다. 내용으로는 만화 《BanG_Dream!［星の鼓動］ / BanG_Drema! [별의 고동]》을 소설화한 것이 된다.
‘BanG Dream!’ 프로젝트로 《월간 부시로드》 및 《전격 G's 매거진》의 지면에 개제된 기사도 수록하고 있다. ISBN 978-4-04-892448-1.
2019년 1월 10일에는 문고판이 전격 문고에서 발매됐다. 표지 커버는 히토와에 의해서 신규로 그린 것이며 단행본에서는 흑백이였던 삽화의 일부를 컬러로 수록하고 있다. 또, 권말에는 Poppin'Party의 성우진에 의한 메시지도 수록하고 있다. ISBN 978-4-04-912337-1.

### 스코어
모든 것이 리토 뮤직에서 발매되고 있다.
- 『BanG Dream!』オフィシャル・バンドスコア第一弾「Yes! BanG_Dream!」 / 《BanG Dream!》 공식 밴드 스코어 제1탄 〈Yes! BanG_Dream!〉(2017년 1월 21일)
- 『BanG Dream!』オフィシャル・バンドスコア第二弾「ときめきエクスペリエンス！」 / 《BanG Dream!》 공식 밴드 스코어 제2탄 〈두근두근 익스피리언스!〉(2017년 2월 27일)
- 『BanG Dream!』オフィシャル・バンドスコア第三弾「STAR BEAT!〜ホシノコドウ〜」 / 《BanG Dream!》 공식 밴드 스코어 제3탄 〈START BEAT ~별의 고동 소리~〉(2017년 3월 11일)
- バンドリ! オフィシャル・バンドスコア / 뱅드림! 공식 밴드 스코어(2017년 4월 26일)
- バンドリ! オフィシャル・ピアノスコア / 뱅드림! 공식 피아노 스코어(2017년 8월 25일)
- 『BanG Dream!』オフィシャル・バンドスコア「前へススメ！」 / 《BanG Dream!》 공식 밴드 스코어 〈앞으로 나아가자!〉(2017년 9월 4일)
- 『BanG Dream!』オフィシャル・バンドスコア「夢みるSunflower」 / 《BanG Dream!》 공식 밴드 스코어 〈꿈꾸는 Sunflower〉(2017년 9월 4일)
- 『BanG Dream!』オフィシャル・バンドスコア「八月のif」 / 《BanG Dream!》 공식 밴드 스코어 〈8월의 if〉(2017년 11월 13일)
- バンドリ！ オフィシャル・バンドスコア Poppin'Party Vol.2 / 뱅드림! 공식 밴드 스코어 Poppin'Party Vol.2(2018년 5월 16일)

### 내용주
1. ↑  일부 지역 제외
2. ↑  기획 당시는 2017년 10월에 퇴임하고 현재 이사직을 맡고 있다.
3. ↑  노래 〈Yes! BanG_Dream!〉에 그 흔적이 있다. 표기 변경 후인 것이 확실한 것은 2016년 4월 24일에 개최된 《BanG Dream! First☆LIVE Sprin'PARTY 2016!》에서 이때까지의 라이브 개최 횟수도 여기서 리셋되고 ‘First’로 되어 있다. 다만, 해당 라이브보다 이전에 매체 등에서 표기 변경이 있었지만(번경 시기) 확실히 하지 않았으며 이유 등의 자세한 설명도 불명이이다.
4. ↑  2018년 기준으로, Poppin'Party의 ‘B.O.F ’만 노래 제작을 담당하고 있지 않다
5. ↑  〈1000번 눈물 지은 하루〉(1000回潤んだ空)는 아게마츠 노리야스, 〈私の心はチョココロネ / 내 마음은 초코 소라빵〉은 오다 아스카가 작사를 담당했다.
6. ↑  CD등의 판촉 캐치 프레이즈
7. ↑  《전격 G's 매거진》을 새로 쓰며 《월간 부시로드》의 일러스트 연재와는 다르다.

### 참조주
1. 1 2  “ブシロードとOLMが新ブランド「ISSEN」スタート　オリジナルアニメ開発で共同事業” [부시로드와 OLM가 새로운 브랜드 ‘ISSEN’을 시작 오리지널 애니메이션 개발로 공동 사업]. 《애니메! 애니메!》 (일본어). 이도. 2016년 7월 7일. 2016년 7월 10일에 원본 문서에서 보존된 문서. 2016년 7월 7일에 확인함.
2. 1 2 3  “BanG Dream!(バンドリ!)公式サイト” [뱅드림! 공식 사이트] (일본어). 부시로드, 오버랩, BanG_Dream! Project. 2017년 1월 21일에 원본 문서에서 보존된 문서. 2017년 1월 22일에 확인함.
3. 1 2  “木谷高明（ブシロード）・上松範康(Elements Garden)の両氏が語る Roseliaの記念すべき1stアルバム『Anfang』！！” [키다니 타키아키(부시로드), 아게마츠 노리야스(Elements Garden)의 두 사람이 말하는 로젤리아의 기념할만한 첫 번째 음반 “Anfang”!!] (일본어). 2018년 5월 2일. 2018년 6월 12일에 원본 문서에서 보존된 문서. 2018년 11월 6일에 확인함.
4. 1 2 3  “【ブシロード】木谷取締役に聞いた『イケる！』と思うビジネスのタイミング 【新日本プロレス・バンドリ！】” [【부시로드】키다니 이사에게 들은 ‘잘할 수 있다!’라고 생각하는 비즈니스 타이밍 【신일본 프로레슬링 · 뱅드림!】] (일본어). 2018년 9월 2일. 2018년 11월 6일에 확인함.
5. 1 2  “ブシロード 木谷高明が語る、『バンドリ！』プロジェクトの軌跡と未来 「何十年も続く作品にしたい」” [부시로드 기다니 타카아키가 말한다, “뱅드림!” 프로젝트의 궤적과 미래 ‘몇 십년이나 이어지는 작품이고 싶다’] (일본어). 2018년 11월 6일. 2018년 11월 6일에 확인함.
6. ↑  “夢を撃ち抜け！　BanG Dream!” [꿈을 꿰뚫어라, BanG Dream!] (일본어). 2016년 8월 24일. 2018년 11월 6일에 확인함.
7. ↑  “木谷高明（ブシロード）・上松範康(Elements Garden)の両氏が語る Roseliaの記念すべき1stアルバム『Anfang』！！” [키다니 타카아키(부시로드), 아게마츠 노리야스(Elements Garden)의 두 사람이 말하는 로젤리아의 기념할만한 첫 번째 음반 “Anfang”!!]. 《e-onkyo music》 (일본어). 2018년 5월 2일. 2018년 5월 2일에 원본 문서에서 보존된 문서. 2018년 5월 2일에 확인함.
8. ↑  트위터 미츠야 젠코 2017년 3월 16일
9. ↑  “Craft　Egg 社員座談会 シナリオチーム” [크래프트 에그 사원 좌담회 시나리오 팀] (일본어). 2018년 5월 2일에 원본 문서에서 보존된 문서. 2018년 5월 13일에 확인함.
10. ↑  “Craft Egg 社員座談会 イラストチーム” [크래프트 에그 사원 좌담회 일러스트 팀] (일본어). 2018년 5월 13일에 원본 문서에서 보존된 문서. 2018년 5월 13일에 확인함.
11. ↑  트위터 뱅드림! 공식 2018년 12월 8일
12. ↑  트위터 마츠우라 히로아키 2018년 5월 13일
13. ↑  “「BanG Dream!」の新プロジェクトに森嶋秀太、前田誠二、日向大輔 :おた☆スケ【声優情報サイト】” [“뱅드림!”의 새로운 프로젝트에 모리시마 류타, 마에다 세이지, 휴가 다이스케 :오타☆스케 【성우 정보 사이트声】]. 《오타☆스케》 (일본어). 2018년 5월 12일. 2018년 5월 13일에 확인함.
14. 1 2 3  “2015年2月号” [2015년 2월호]. 《월간 부시로드 - 부시로드가 보내는 코믹&TCG 정보지》 (일본어). 부시로드, 부시로드 미디어. 2017년 6월 19일에 원본 문서에서 보존된 문서. 2017년 2월 20일에 확인함.
15. 1 2  “2016年1月号” [2016년 1월호]. 《월간 부시로드 - 부시로드가 보내는 코믹&TCG 정보지》 (일본어). 부시로드, 부시로드 미디어. 2017년 2월 20일에 확인함.
16. ↑  “BIOGRAPHY” (일본어). 뱅드림! 공식 사이트. 2017년 2월 21일에 원본 문서에서 보존된 문서. 2017년 2월 20일에 확인함.
17. 1 2  “君は伝説の始まりを見たか――? 熱狂、そして号泣の 『BanG_Dream!』1stライブをレポート!!” [너는 전설의 시작을 봤는가--? 열광, 그리고 통곡의 “BanG_Dream!” 1st 라이브를 리포트!!]. 《전격 G's 매거진.com》 (일본어). 아스키 미디어 워크스(KADOKAWA). 2015년 4월 30일. 2016년 9월 10일에 원본 문서에서 보존된 문서. 2017년 1월 22일에 확인함.
18. ↑  “Google Play 「ベスト オブ 2017 」ベスト アプリとベスト ゲームが決定” [구글 플레이 ‘베스트 오브 2017’ 베스트 어플과 베스트 게임이 결정]. 《구글 재팬 블로그》 (일본어). 구글. 2017년 12월 4일. 2017년 12월 5일에 원본 문서에서 보존된 문서. 2017년 12월 18일에 확인함.
19. ↑  “Google、17年のGoogle Playの人気コンテンツを紹介する「ベスト オブ 2017」を発表…ベストゲームは『ファイアーエムブレム ヒーローズ』、アプリは『AWA』” [구글, 17년 구글 플레이 인기 컨텐츠를 소개하는 ‘베스트 오브 2017’을 발표…베스트 게임은 “Fire Emblem Heroes”, 어플은 ‘AWA’]. 《Social Game Info》 (일본어). 2017년 12월 5일. 2017년 12월 9일에 원본 문서에서 보존된 문서. 2017년 12월 18일에 확인함.
20. ↑  트위터 재팬 공식 2017년 12월 5일 (2018년 12월 7일 확인)
21. ↑  트위터 재팬 공식 2018년 12월 5일 (2018년 12월 7일 확인)
22. ↑  “受賞作品” [수상 작품]. 《NexTone Award 2018》 (일본어). 주식회사 NexTone. 2018년 4월 16일에 원본 문서에서 보존된 문서. 2018년 4월 16일에 확인함.
23. 1 2  “BanG Dream!（バンドリ！）関連音楽商品出荷100万枚達成 ＆ 感謝キャンペーン開催決定！” [뱅드림! 관련 음악 상품 출하 100만장 달성&감사 캠페인 개최 결정!] (일본어). 2018년 12월 8일. 2019년 1월 19일에 원본 문서에서 보존된 문서. 2018년 12월 12일에 확인함.
24. ↑  “(NEWS)☆BanG_Dream! 新情報まとめ☆” [(NEWS)☆뱅드림! 새로운 정보 정리☆]. 《뱅드림! 공식 사이트》 (일본어). 부시로드. 2015년 4월 21일. 2015년 7월 1일에 원본 문서에서 보존된 문서. 2015년 7월 1일에 확인함.
25. ↑  bang_dream_info의 트윗 (643595574630051840)
26. 1 2  “2016年5月号” [2016년 5월호]. 《월간 부시로드 - 부시로드가 보내는 코믹&TCG 정보지》 (일본어). 부시로드, 부시로드 미디어. 2017년 2월 20일에 확인함.
27. 1 2  “注目の新連載『BanG Dream! よんこま ばんどりっ！』。電撃G’sコミック6月号掲載の第１話を少しだけご紹介！　一緒にキラキラドキドキしよ！” [주목의 신연재 “뱅드림! 네 컷 만화 뱅드릿!”. 전격 G’s 코믹 6월호 연재의 제1화를 조금만 소개! 함께 반짝반짝 두근두근하자!] (일본어). 전격 G's 매거진.com. 2017년 2월 21일에 원본 문서에서 보존된 문서. 2017년 2월 20일에 확인함.
28. ↑  “C3 CharaExpo 2016” (일본어). 뱅드림! 공식 사이트. 2017년 4월 4일에 원본 문서에서 보존된 문서. 2017년 3월 21일에 확인함.
29. 1 2  “中村航先生書き下ろし！【BanG Dream!バンドリ】ノベル制作中♪” [나카무라 코우 선생 새로 적다! 【BanG Dream! 뱅드림】 소설 제작중♪] (일본어). 전격 G's 매거진.com. 2021년 1월 16일에 원본 문서에서 보존된 문서. 2017년 2월 22일에 확인함.
30. ↑  “バンドリ！ポッピンラジオ！” [뱅드림! 팝핀 라디오!] (일본어). 히비키 - HiBiKi Radio Station -. 2017년 1월 31일에 원본 문서에서 보존된 문서. 2017년 2월 22일에 확인함.
31. 1 2  “『BanG Dream!』オフィシャル・バンドスコア発売！” [“뱅드림!” 공식 밴드 스코어 발매!] (일본어). 뱅드림! 공식 사이트. 2017년 1월 22일. 2017년 2월 25일에 원본 문서에서 보존된 문서. 2017년 2월 25일에 확인함.
32. 1 2  “BanG Dream!（バンドリ！）オフィシャル・バンドスコア” [뱅드림! 공식 밴드 스코어] (일본어). 리토 뮤직. 2017년 2월 25일에 원본 문서에서 보존된 문서. 2017년 2월 25일에 확인함.
33. ↑  “BanG Dream! ガールズバンドパーティ！ Roselia Stage｜コミックガルド作品一覧” [뱅드림! 걸즈 밴드 파티! Roselia Stage｜코믹 가르도 작품 목록]. 《OVERLAP》 (일본어). 코믹 가르도. 2017년 3월 2일에 원본 문서에서 보존된 문서. 2017년 2월 21일에 확인함.
34. ↑  bang_dream_gbp의 트윗 (830047138637713408)
35. 1 2  “「学級王ヤマザキ」新作や大川ぶくぶ＆ニャロメロン新連載、コロコロアニキに” [‘학급왕 야마자키’ 신작이나 오카와 부쿠부＆냐로메론 신연재, 코로코로 아니키에]. 《코믹 나탈리》 (일본어). 2017년 6월 15일. 2017년 6월 18일에 원본 문서에서 보존된 문서. 2017년 6월 22일에 확인함.
36. ↑  “『バンドリ！ ガールズバンドコンテスト！” [뱅드림! 걸즈 밴드 콘테스트!] (일본어). teena 티나. 2017년 7월 17일에 원본 문서에서 보존된 문서. 2017년 7월 7일에 확인함.
37. ↑  “次世代ガールズバンド応援企画開催！” [차세대 걸즈 밴드 응원 기획 개최!] (일본어). DAM★토모[ club DAM.com ]. 2017년 7월 3일에 원본 문서에서 보존된 문서. 2017년 7월 7일에 확인함.
38. ↑  “バンドリ！ ガールズバンドコンテスト！ レポート > vol.3 最終審査” [뱅드림! 걸즈 밴드 콘테스트! 리포트> vol.3 최종심사] (일본어). teena 티나. 2018년 10월 9일에 확인함.[깨진 링크(과거 내용 찾기)]
39. ↑  “『バンドリ！ ガルパラジオ with Afterglow』 10月6日（金）放送開始！” [“뱅드림! 걸파 라디오 with Afterglow” 10월 6일 (금) 방송 시작!]. 《초!A&G》 (일본어). 분카방송. 2017년 10월 3일. 2017년 10월 3일에 원본 문서에서 보존된 문서. 2017년 10월 3일에 확인함.
40. ↑  “3月24日(土)～25日(日)の2日間、東京ビッグサイトにて開催された「AnimeJapan 2018」に「カードファイト!! ヴァンガード」、「少女☆歌劇 レヴュースタァライト」、「バンドリ！ ガールズバンドパーティ！」のブースを出展しました！たくさんのご来場ありがとうございました！アフターレポートを掲載！” [3월 24일(토) ~ 25일(일)의 2일간, 도쿄 빅 사이트에서 개최된 ‘AnimeJapan 2018’에서 ‘카드파이트!! 뱅가드’, ‘소녀☆가극 레뷔 스타라이트’, ‘뱅드림! 걸즈 밴드 파티!’ 부스를 출전했습니다! 많은 방문 감사함니나! 애프터 리포트를 게재!]. 《부시로드 공식 사이트》 (일본어). 2018년 3월 26일. 2018년 3월 27일에 원본 문서에서 보존된 문서. 2018년 3월 27일에 확인함.
41. ↑  “ブシロードとCraft Egg、『バンドリ！ ガールズバンドパーティ！』の「Pastel＊Palettes」を主役とする日常系ゆるふわアニメ「ぱすてるらいふ」の放送が決定！” [부시로드와 크래프트 에그, “뱅드림! 걸르 밴드 파티!”의 ‘Pastel＊Palettes’를 주역으로 하는 일상계 자연스러운 애니메이션 “파스텔 라이프”의 방송이 결정!]. 《Social Game Info》 (일본어). 2018년 4월 23일. 2018년 4월 24일에 원본 문서에서 보존된 문서. 2018년 4월 24일에 확인함.
42. 1 2  “アニメ「BanG Dream!」新シリーズ放送決定！制作はサンジゲン、ミニアニメも” [애니메이션 “BanG Dream!” 새로운 시리즈 방송 결정! 제작은 산지겐, 미니 애니메이션도]. 《음악 나탈리》 (일본어). 주식회사 나타샤. 2018년 5월 13일. 2018년 5월 14일에 확인함.
43. ↑  “「バンドリーマー感謝キャラバン」開催決定！” [‘뱅드리머 감사 캠페인’ 개최 결정!] (일본어). 2018년 7월 4일. 2018년 7월 21일에 원본 문서에서 보존된 문서. 2018년 7월 21일에 확인함.
44. ↑  “バンドリ！ラジオ祭り！” [뱅드림! 라디오 축제!] (일본어). 2018년 10월 3일에 원본 문서에서 보존된 문서. 2018년 12월 12일에 확인함.
45. ↑  “「スクフェス」に続く第2のヒットを” [‘스쿨페스’를 잇는 제2의 히트를]. 《닛케이 트렌디 넷》 (일본어). 닛케이 BP. 2015년 4월 7일. 2017년 8월 20일에 원본 문서에서 보존된 문서. 2017년 2월 25일에 확인함.
46. ↑  “『BanG_Dream!［星の鼓動］』コミックス 2018年1月13日(土)発売!!” [“BanG_Dream! [별의 고동]” 코믹스 2018년 1월 13일(토) 발매!!]. 《월간 부시로드》 (일본어). 2018년 4월 26일에 확인함.
47. ↑  “電撃G’sコミック2016年9月号” [전격 G’s 코믹 2016년 9월호] (일본어). 전격 G's 매거진.com. 2017년 2월 22일에 원본 문서에서 보존된 문서. 2017년 3월 1일에 확인함.
48. ↑  gekkanbushi의 트윗 (847970888892899328)
49. ↑  bang_dream_info의 트윗 (914693116363341824)
50. ↑  “小説「BanG Dream! バンドリ」文庫版” [소설 “BanG Dream! 뱅드림” 문고판] (일본어). 2018년 12월 21일에 원본 문서에서 보존된 문서. 2018년 12월 21일에 확인함.